# Костянтинівська сільська територіальна громада (Запорізька область)
Костянтинівська сільська територіальна громада — територіальна громада в Україні, у Мелітопольському районі Запорізької області з адміністративним центром у селі Костянтинівка.

## Загальна інформація
Площа території — 230,3 км², населення громади — 14 431 особа (2020 р.).

## Населені пункти
До складу громади увійшли села Вознесенка та Костянтинівка.

## Історія
Створена у 2020 році, відповідно до розпорядження Кабінету Міністрів України № 713-р від 12 червня 2020 року «Про визначення адміністративних центрів та затвердження територій територіальних громад Запорізької області», шляхом об'єднання територій та населених пунктів Вознесенської та Костянтинівської сільських рад Мелітопольського району Запорізької області.